# Université des Mines de l'Oural
L'université d'État des Mines de l'Oural (Уральский государственный горный университет) est l'une des universités les plus anciennes de la région de l'Oural (en fédération de Russie), puisqu'elle a été fondée à Ekaterinbourg le 3 (16) juillet 1914 sous le règne de Nicolas II, en tant qu'institut des Mines. La première pierre du bâtiment actuel est posée le 17 juillet 1916. Le nouvel établissement est inauguré le 9 octobre 1917. Elle devient l'institut des Mines de Sverdlovsk en 1934 (Ekaterinbourg change en effet de nom pour devenir Sverdlovsk) ensuite institut des Mines de l'Oural, puis académie d'État en 1993. L'établissement obtient le statut d'université en mai 2004, prenant alors son nom actuel. Elle fête cette année-là son quatre-vingt-dixième anniversaire ; elle a préparé jusqu'alors plus de cinquante mille ingénieurs des mines.

## Facultés
L'université administre les facultés suivantes :
- Faculté de technologie
- Faculté de mécanique
- Faculté d'économie et d'ingénierie
- Faculté de géologie et de géophysique
- Faculté de défense civile
- Faculté de l'enseignement par correspondance

## Musée et filiales
L'université possède le musée géologique de l'Oural, l'un des plus importants d'Europe dans ce genre. Il a été fondé en 1937 et ouvert en 1938.

## Illustrations

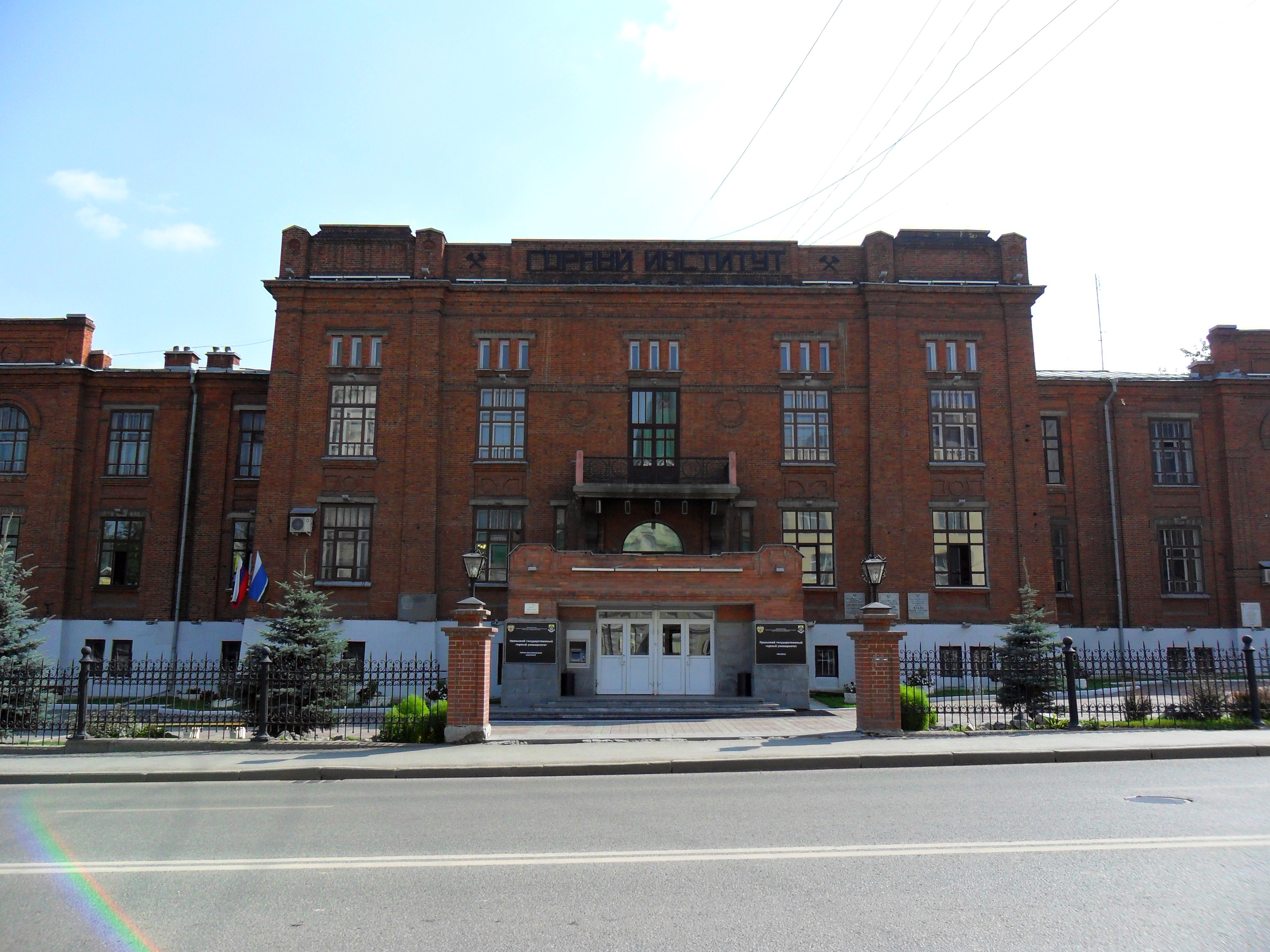
Premier bâtiment Rue Кouïbychev, 30
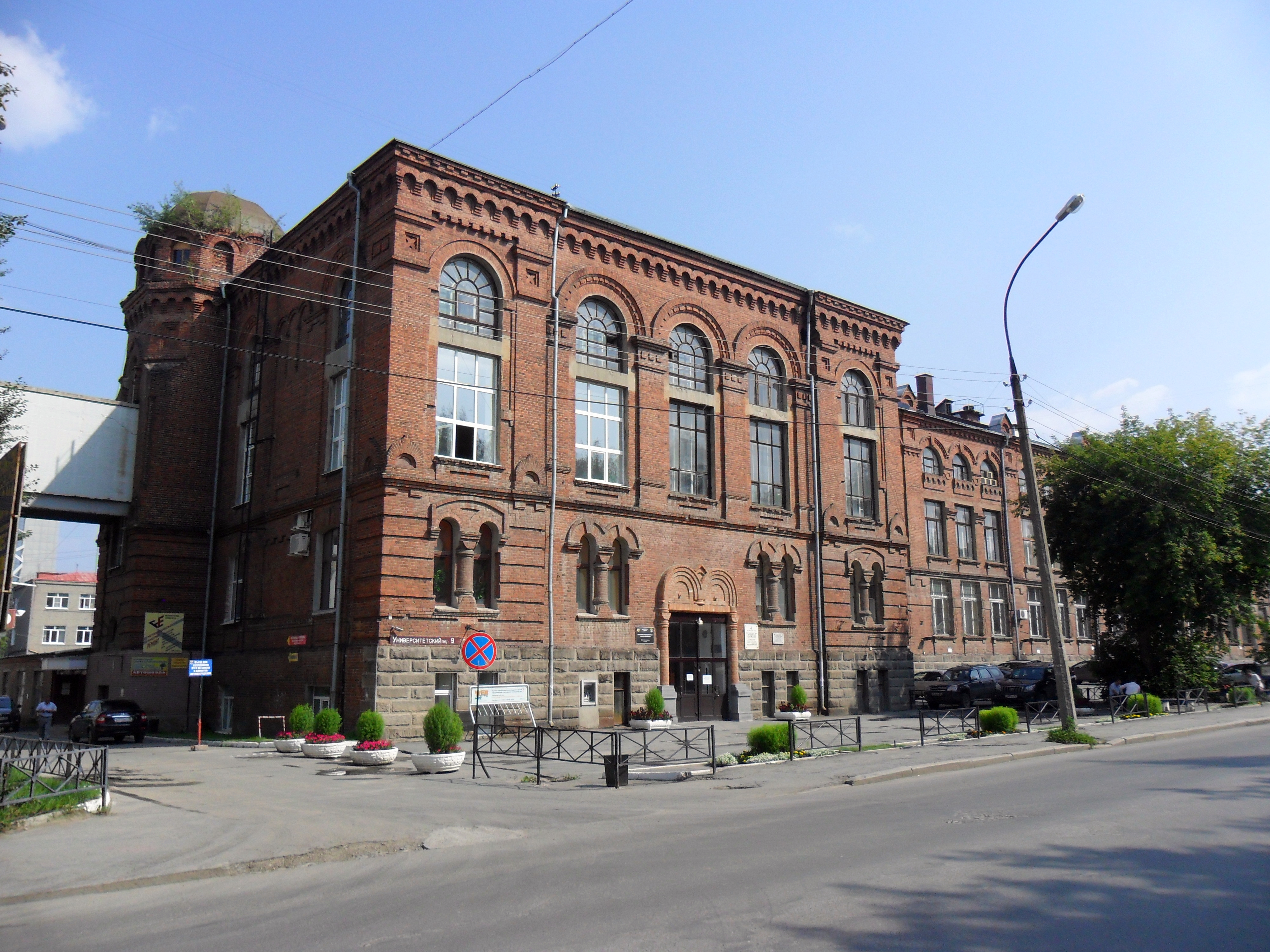
Deuxième bâtiment Ruelle de l'Université, 9
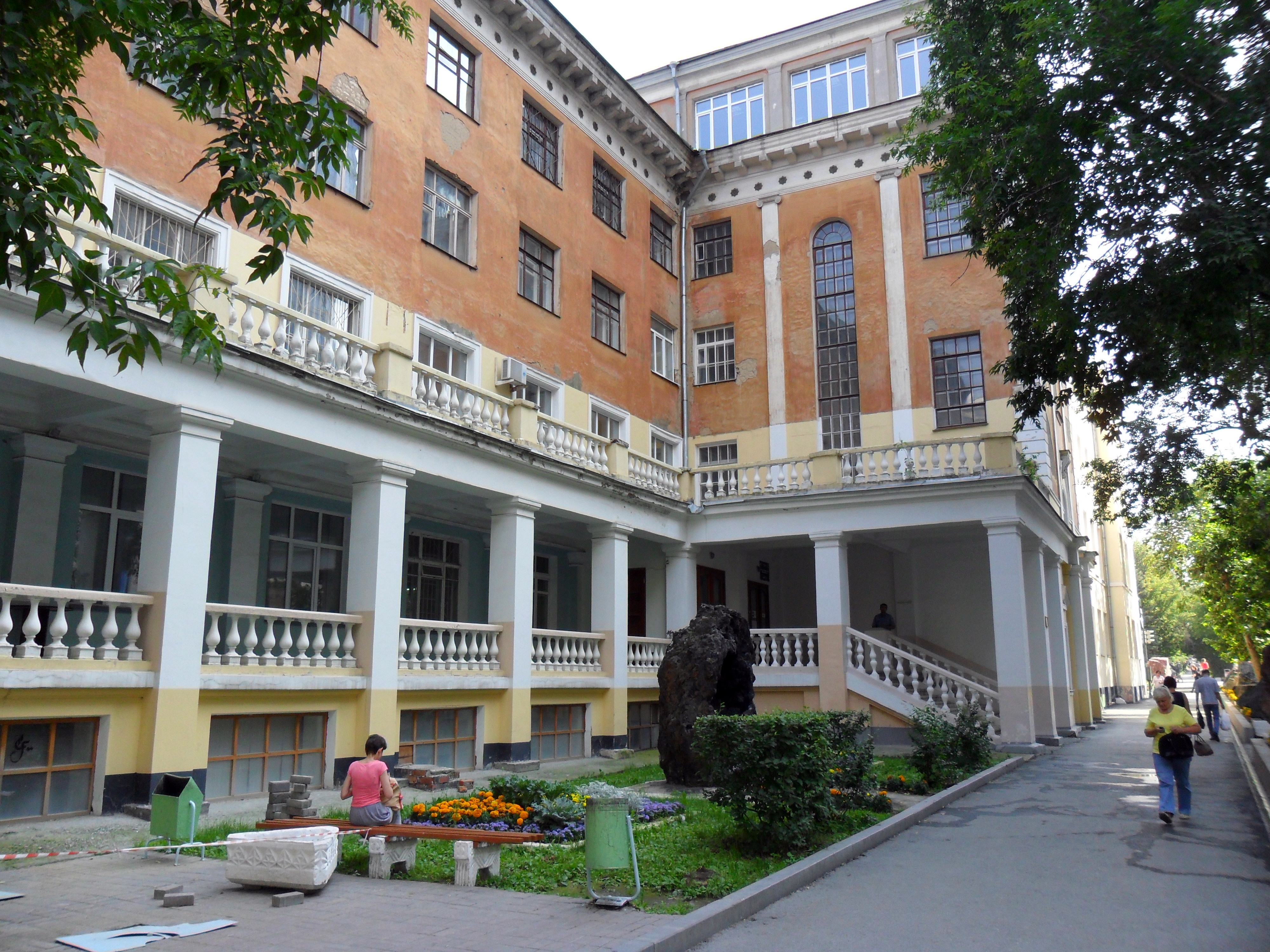
Troisième bâtiment Rue Khokhriakov, 85
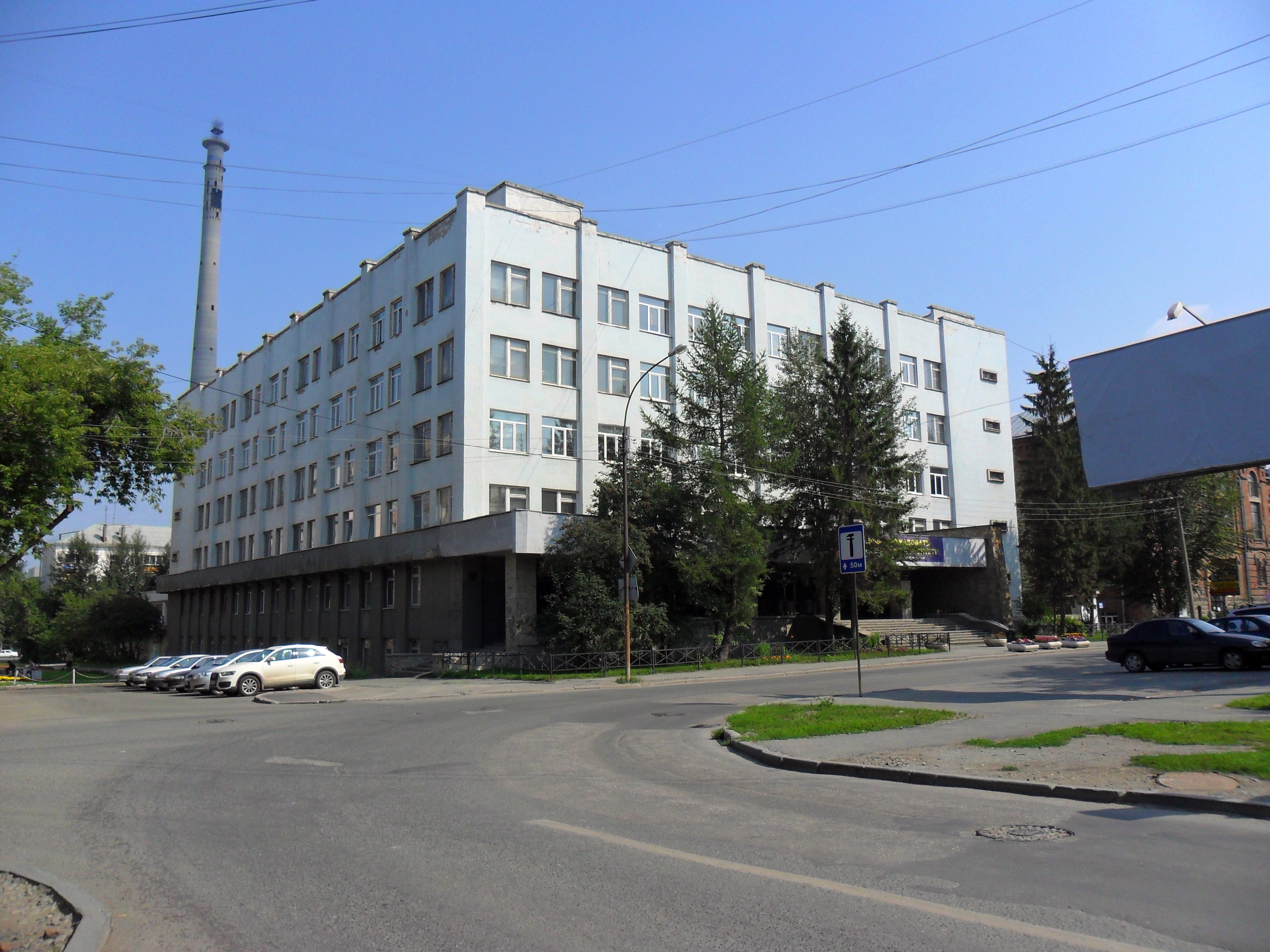
Quatrième bâtiment Ruelle de l'Université, 7
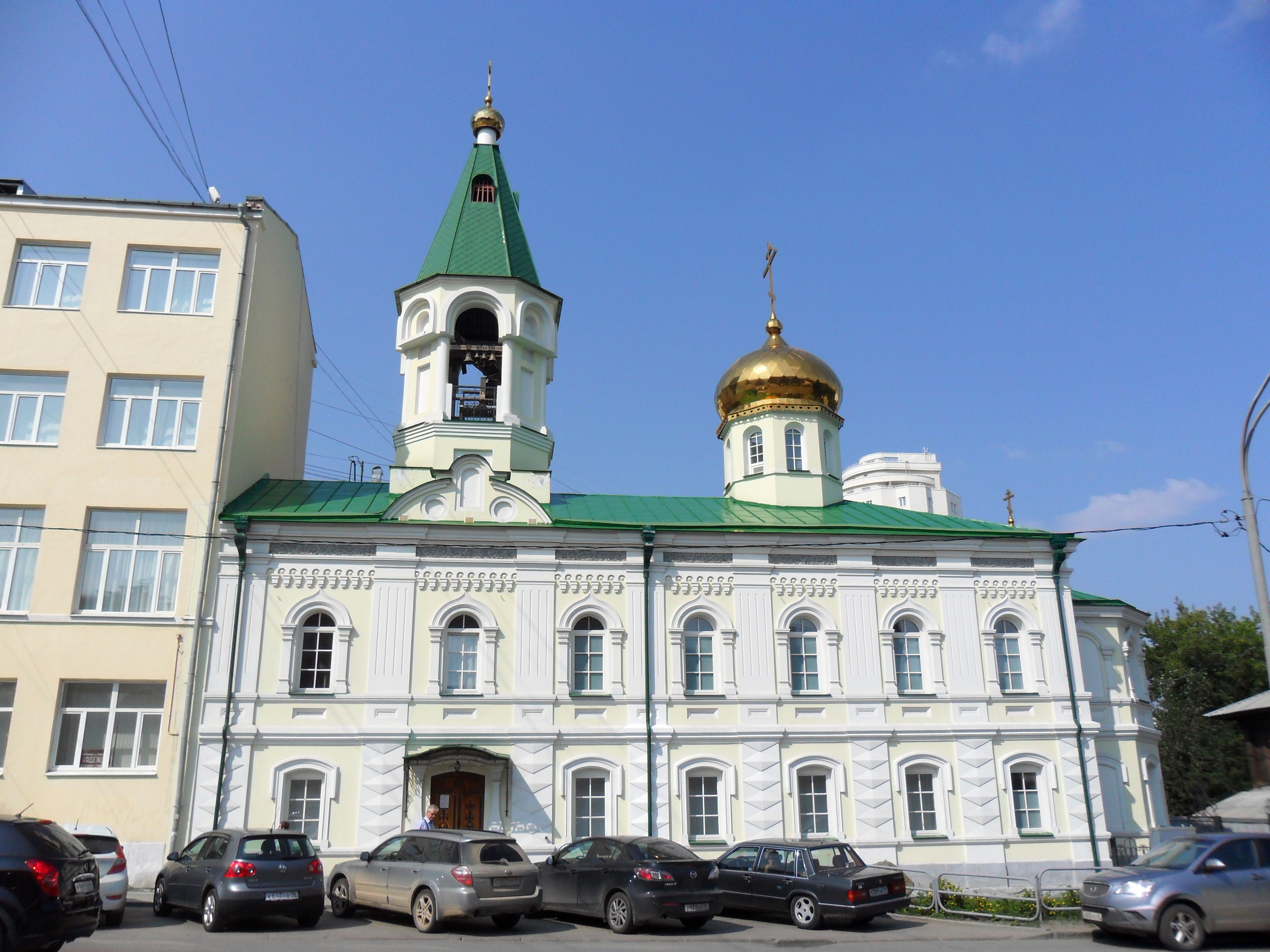
Église des mineurs de Russie Rue Kouïbychev, 39
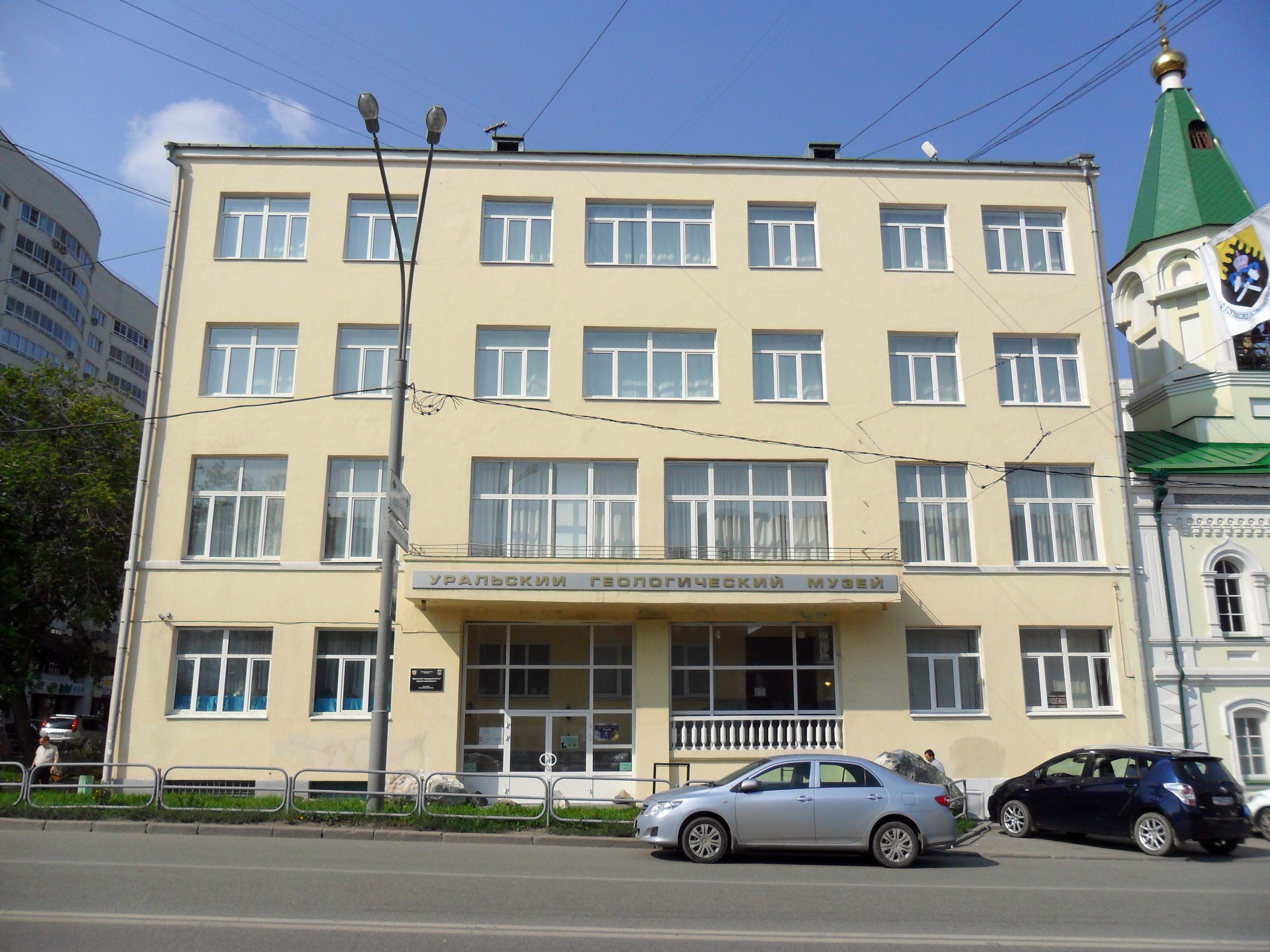
Musée géologique de l'Oural Rue khokhriakov, 85
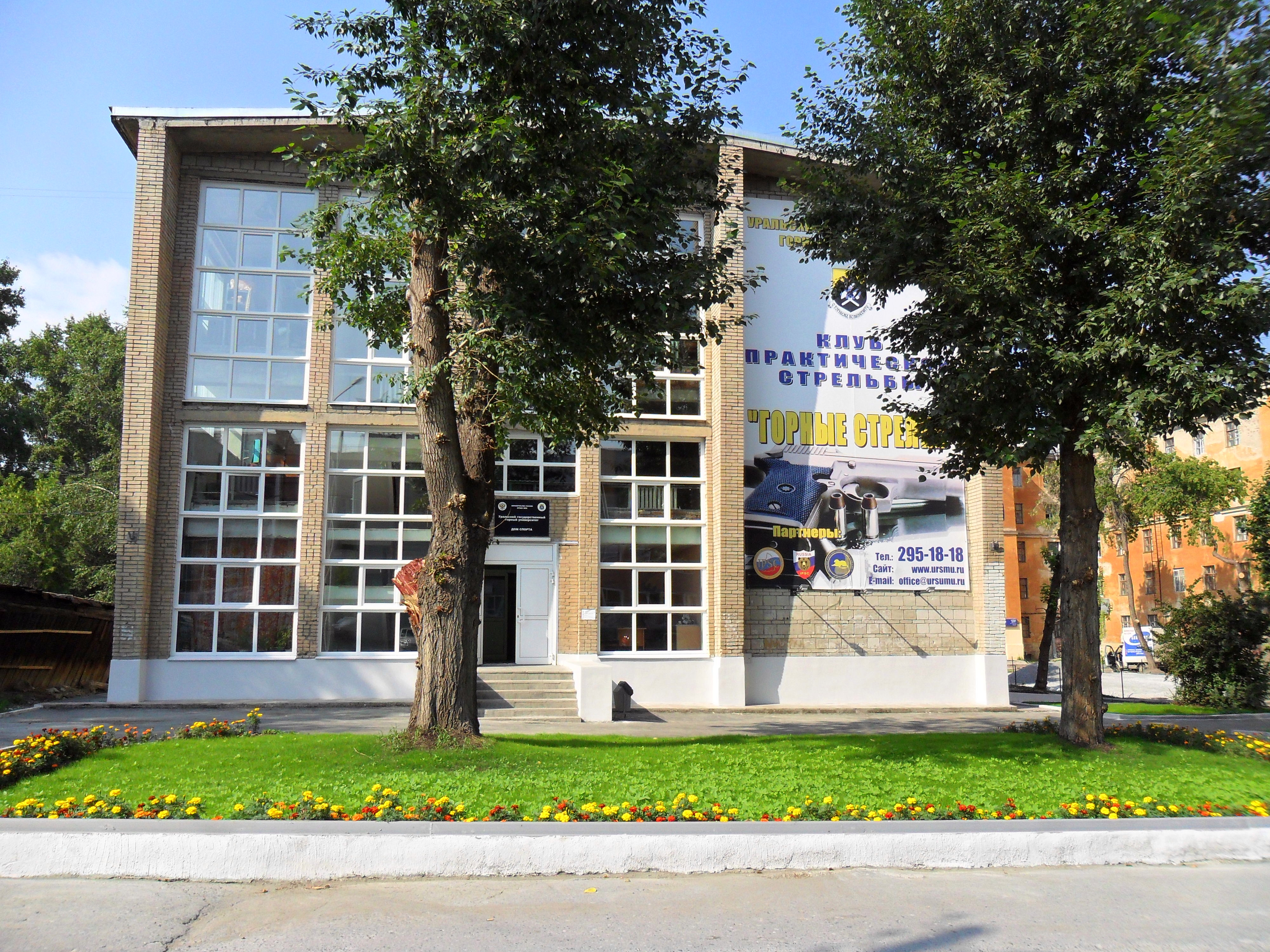
Maison du sport de l'université Rue du 8 mars, 84а

## Source
- (ru) Cet article est partiellement ou en totalité issu de l’article de Wikipédia en russe intitulé « Уральский государственный горный университет » (voir la liste des auteurs).